# Vit
Il Vit, talvolta chiamato Vid, (in bulgaro Вит?, in latino Utus) è un fiume della Bulgaria settentrionale, tributario del Danubio.

## Etimologia
Il nome del Vit deriva dal tracio Utus, parola che significa "acqua".

## Geografia
Lungo 189 km, il Vit nasce dalle pendici dei monti Balcani, poco sotto il monte Vežen (ad un'altitudine di 2.030 m s.l.m.) e sfocia nel Danubio nei pressi di Somovit.
Il bacino suo è pari a 3.220 km² e i suoi affluenti principali sono il Kamenska reka, Kalnik e Tučenica.
Il Vit tocca le città di Teteven, Pleven, Dolni Dăbnik, Dolna Mitropolija e Guljanci.